# Вазузская гидротехническая система
Вазу́зская гидротехническая система — комплекс из трёх водохранилищ руслового типа на реках Вазузе, Яузе и Рузе в Зубцовском районе Тверской области, Сычевском, Гагаринском районах Смоленской области и городском округе Шаховская Московской области.

## Состав системы
В систему входят Вазузское, Яузское и Верхнерузское водохранилища образованные тремя гидроузлами: Зубцовским, Кармановским и Верхнерузским, а также два канала Гжать — Яуза (длина канала 8,5 км) и Яуза — Руза. В систему входят три насосные станции: две для подъёма воды из Вазузского водохранилища в Яузское и одна для подъёма из Яузского в Верхнерузское.
Кроме того, в составе системы две гидроэлектростанции: ГЭС-32 (Перепадная) на сбросе из канала Яуза — Руза в Верхнерузское водохранилище и Верхнерузская ГЭС (ГЭС-33) в составе ВРГУ на сбросе из Верхнерузского водохранилища в реку Рузу.
Далее вода передаётся в реку Рузу, Рузское водохранилище и к водозаборам Рублёвской и Западной водопроводных станций Москвы. Расход воды в маловодные годы — 17 м³/с.

## История и эксплуатация
Проектные работы по созданию системы начались в 1957 году; заполнение произведено в 1977—1978 годах.
Эксплуатацию системы осуществляет АО «Мосводоканал». Орган управления находится в селе Карманово Гагаринского района Смоленской области. АО «Мосводоканал» в 2000-х прорабатывало вопрос о строительстве ГЭС (10 МВт) в составе Зубцовского гидроузла, работающей на сбросе воды из Вазузского водохранилища в реку Вазуза, проведено технико-экономическое обоснование.
Система относится к Москворецкому источнику водоснабжения Москвы и используется в качестве резерва. Является самой удалённой частью системы водоснабжения Москвы.

## Фотографии

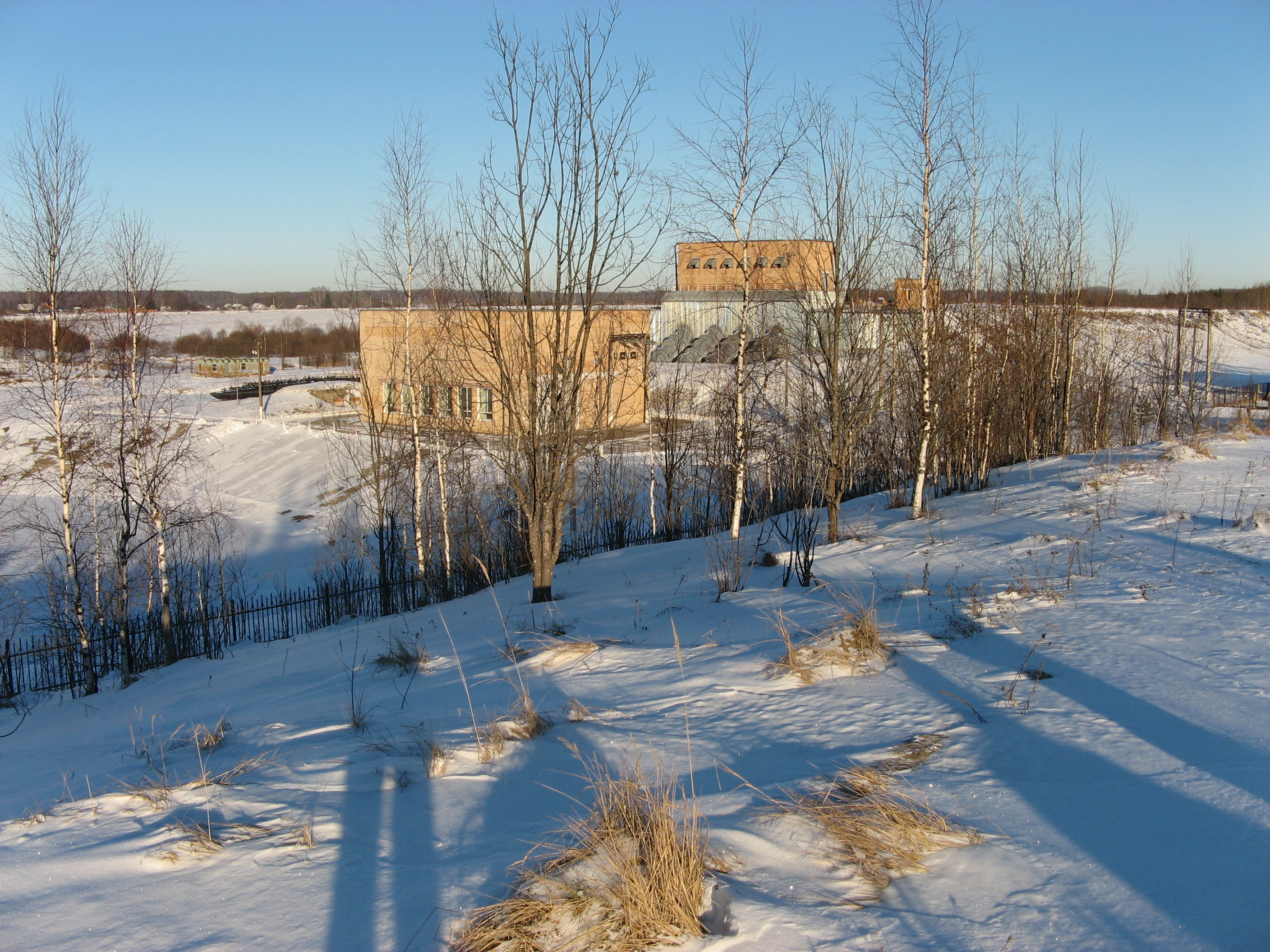
Насосная станция № 1 Вазузской гидросистемы. На канале Вазуза — Яуза
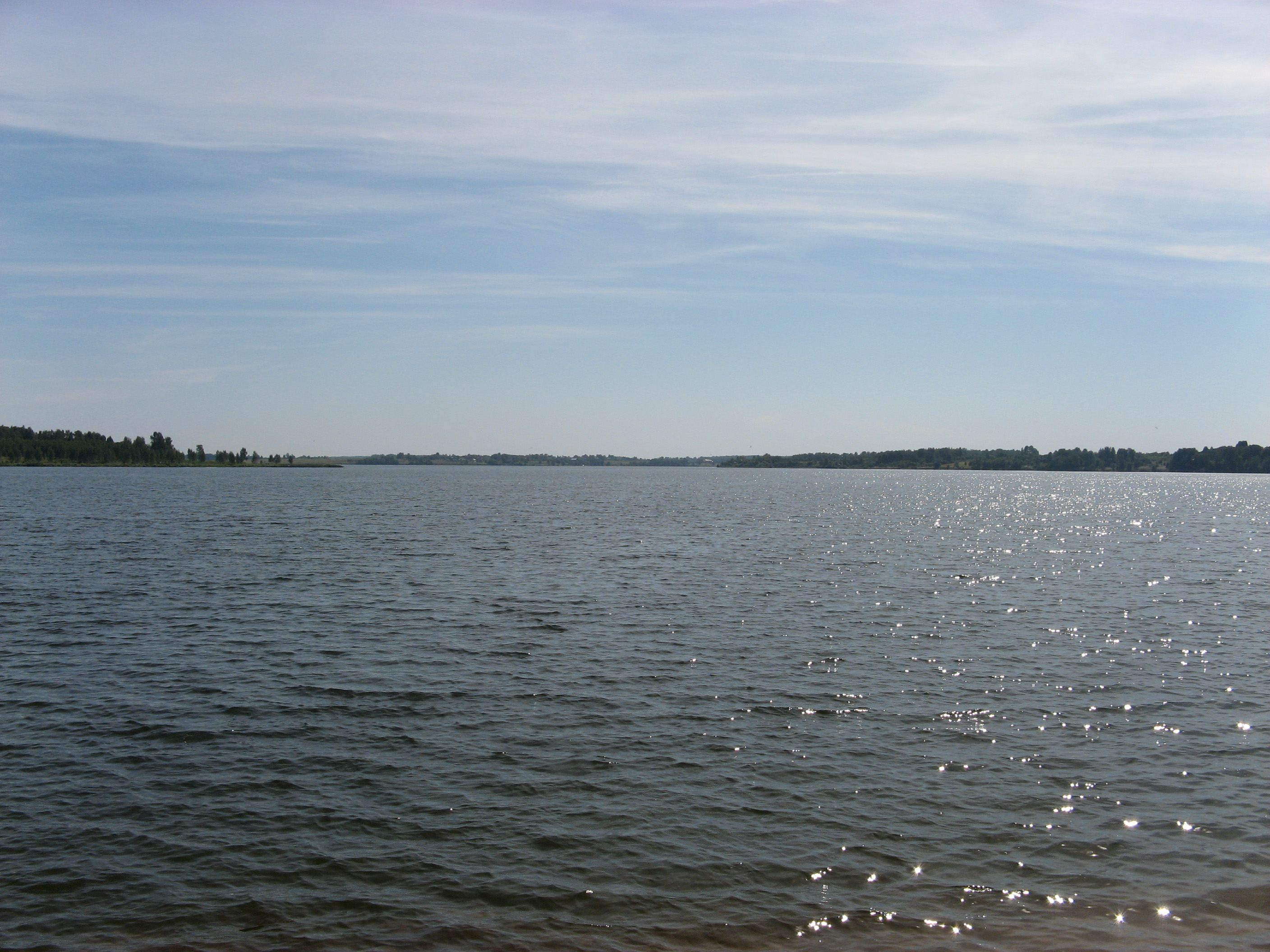
Вид Вазузского водохранилища с левого берега
Подъёмный канал из Вазуского водохранилища в Яузское
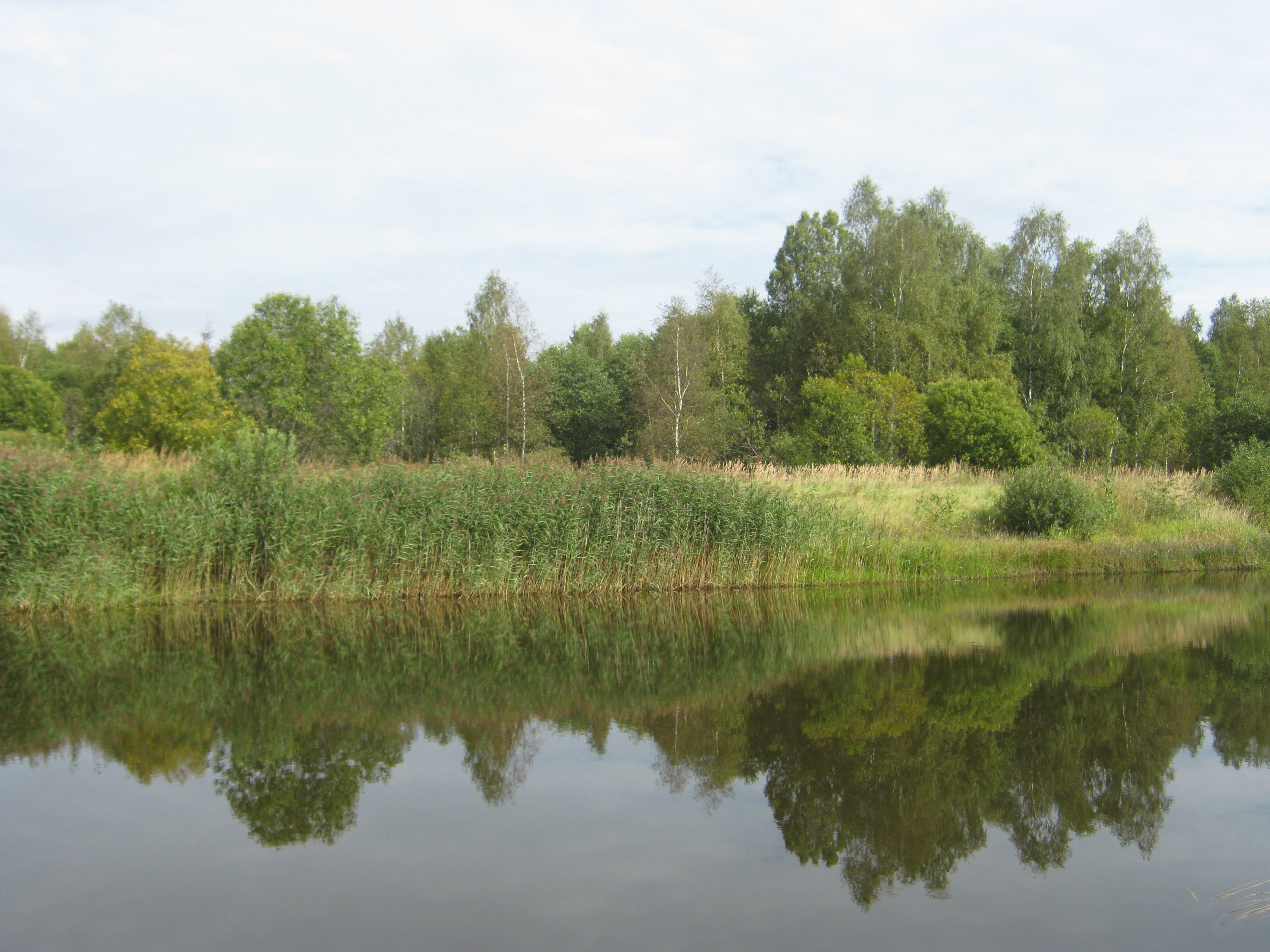
Канал Яуза — Руза в 4 км к северу от д. Спас-Вилки городского округа Шаховская